# Стич
Стич (англ. Stitch — «стежок») — имя генетического эксперимента 626, являющегося главным персонажем франшизы «Лило и Стич». Стич — придуманный инопланетянин, изначально созданный для того, чтобы создавать большой хаос в галактике и разных городах. Отличается исключительной вспыльчивостью и разрушительным поведением, которые, тем не менее, удаётся укротить земной девочке Лило, взявшей его себе в качестве маленького комочка счастья. Оригинальное озвучивание — Крис Сандерс и Бенджамин Дискин. В русском дубляже озвучен актёром Николаем Колевым.

## Мультфильмы

### Лило и Стич
Стич был создан злым гением Джамбой Джукибой, который назвал его «Эксперимент 626». Его создали из генов самых сильных и опасных существ галактики, которые соединили вместе электричеством, чтобы начать формирование молекул и процесс создания тела. Однако когда эксперимент закончился, Джамба был расстроен тем, насколько милым он получился. Тем не менее, вскоре Джамба увидел разрушительный потенциал 626-го и начал заряжать его молекулы, но до того, как Стич был полностью заряжен, их обоих арестовали офицеры полиции Галактической Федерации.
626-й впоследствии был приговорен Верховной Советницей к пожизненной ссылке на пустынный астероид. Капитан Ганту, который презирает его, должен был служить эскортом «опасному существу». Но у Стича другие планы и он сбегает, после чего оказывается на Земле и терпит крушение на Гавайских островах на острове Кауаи́. Прикинувшись псом, чтобы спрятаться от своих преследователей, 626-й буквально силком набивается под опеку Лило, маленькой девочки, которая и дает ему имя «Стич».
Лило учит Стича быть хорошим, ставя ему в пример Элвиса Пресли. Её попытки поначалу кажутся бесплодными, так как Стич не способен подавить свою программу разрушения всего вокруг. И все же Лило радуется своему новому «щенку». И, хотя поначалу он хотел использовать девочку как живой щит против Джамбы и Агента Пликли, чья миссия заключалась в поимке строптивого образца, Стич постепенно начинает строить дружеские отношения с Лило, которые показывают себя во всей красе когда он спасает её из лап Ганту. После подобного героизма, Верховная Советница позволяет Стичу остаться «в ссылке» на Земле, с Лило в роли надсмотрщицы, предоставившей в качестве оправдания своих действий сертификат Лило о покупке Стича в приюте для собак. В итоге Лило становится не только лучшим другом, но ещё и сестрой для Стича.

### Лило и Стич 2: Большая проблема Стича
Стич прекрасно чувствует себя с Лило и ему больше не хочется разрушать все вокруг (хотя он все ещё вспыльчивый и озорной), живя вместе с Джамбой и Пликли в доме Лило до тех пор, пока не начинает «работать с перебоями». Так как он не был полностью заряжен после своего создания, Стич переживает периодические сбои, которые возвращают его к изначальной разрушительной программе. Заметив это, Джамба строит подходящую камеру зарядки для Стича. В то же время сам Стич, не желая причинить вред тем, кого он любит, и не зная о планах Джамбы, предпринимает попытку покинуть Землю и улететь на пустынную планету, а Лило, Джамба и прочие отчаянно пытаются вернуть его и зарядить. Несмотря на то, что они слишком поздно помещают Стича в камеру зарядки, он воскресает благодаря любви Лило и её вере в то, что любовь сильнее смерти.

### Новые приключения Стича
Стич обнаруживает остальные 625 экспериментов, закрытых в контейнере в виде дегидрированных шариков с номерами на них. Для того, чтобы спасти Джамбу, которого похитил Доктор Хомяксвилль. Организовывается обмен похищенного злого гения на эксперименты, но в итоге все заканчивается освобождением всех образцов и поимкой самих Лило и Стича. Хомяксвилль после пробует клонировать Стича, но его спасает Эксперимент 221 («Спарки»). Затем Стич спасает Лило и приземляет корабль Хомяксвилля обратно на о. Гаваи, где Верховная Советница ждет их, чтобы арестовать Хомяксвилля.

### Лерой и Стич
Лило и Стич собрали всех 625 образцов, нашли им дом и занятие. Стича назначают капитаном армады на Б. К.К (Большой Красный Крейсер) Джамбе возвращают его лабораторию, где он и создал Стича. Пликли назначили профессором в Галактическом Университете. Хомяксвилль сбегает с астероида строгого режима и приходит в лабораторию Джамбы. Хомяксвилль замечает, что Джамба работает над 628 экспериментом и угрожая Джамбе хочет его получить себе. По завершении работы над 629 экспериментом, тот получил имя «Лерой». Он обладал такими же способностями, что и Стич, но во много раз превосходил его по силе. Хомяксвилль создаёт около 600 копий Лероя и захватывает всех 625 образцов. Однако у Лероя есть слабое место — песня Алоха Оэ. После битвы с Лероем: Стич, Джамба и Пликли возвращаются на землю, а Хомяксвилля вместе с Лероями помещают под стражу.

### Стич!(аниме)
Прошло несколько лет с последних приключений Лило и Стича. Лило выросла, а Стич в силу своего бессмертия остался игривым инопланетянином! Лило уехала на учëбу, но вскоре договорилась с ним о встрече. К сожалению, она не смогла приехать, и Стич, так и не дождавшись её, взял космический корабль Джамбы, начал всё крушить, после чего вместе с Джамбай и Пликли попал в чëрную дыру и упал на японские острова, где они встретили девочку Юну. Здесь и начинаются новые приключения...

### Стич и Ай
Продолжение мультсериала «Лило и Стич». В этот раз за Стичем разворачивается настоящая охота, и герои вновь отправляются в путешествие. Действия разворачиваются в Китае. Стич начинает дружить с китайской девочкой по имени Ай. Вместе они пытаются восстановить память Стича, параллельно сражаясь со злом.

## Внешность и характер
Стич — генетический эксперимент-пришелец сине-голубого цвета. Высота Стича около 3 футов (или 90 см). Он очень похож на коалу, поэтому большая часть персонажей не воспринимает его как собаку. У него также есть возможность ограниченного изменения своей внешности: он способен «втягивать» вторую пару рук, антенны и три иголки на спине, явно позаимствованные у доисторической рептилии лонгисквамы, внутрь тела. У него короткие лапы с изогнутыми когтями, длинные, почти кроличьи уши, круглый нос и овальные черные (по крайней мере, когда он смотрит в видимом свете) глаза.
По характеру, изначально Стич представлен как зверь, движимый желанием всё разрушать, а его гениальный интеллект делал его ещё более опасным. Но возникшая внезапно дружба с Лило сделала его благородным, добрым и заботливым. Но некоторые звериные привычки, в частности — небольшая жёсткость, всё ещё остаются.

## Способности
У Стича очень много неординарных даже для пришельца способностей: он неуничтожаем (почти), пуленепробиваем, имеет ночное и инфракрасное зрение, высокочувствительный слух, способность поднимать вещи массой в 3000 раз больше собственной, не гореть в огне, очень высоко прыгать, лазать по потолкам, сворачиваться в калачик, мыслить быстрее суперкомпьютера, управлять разнообразными транспортными средствами и доставать еду прямо из желудка.